# 플뤼엘렌
플뤼엘렌(Flüelen)은 스위스 우리주의 자치체이다.

## 역사
플뤼엘렌은 1266년에 Vluolon으로 처음 언급되었다.
플뤼렌은 수세기 동안, 그리고 적어도 1230년 고트하르트 고개를 가로지르는 첫 번째 선로가 개통된 이래로 스위스의 교통 시스템에서 중요한 환적 지점을 형성했다. 이 통로를 가로지르는 다양한 경로는 플뤼엘렌의 루체른 호수에 도달했으며, 후반부까지 19세기에 이 호수는 스위스 북부의 도시들과 연결되는 최고의 링크를 제공했다. 13세기에 루덴츠성은 고트하르트 고개에서 관세를 징수하기 위해 제국 세관으로 플뤼엘렌에 세워졌다.
1906년, 알트도르프-플뤼엘렌 트램웨이는 알트도르프의 중심과 플뤼엘렌역을 연결하기 위해 건설되었다. 전기 트램웨이는 1951년까지 운행되었으며, 버스 서비스로 대체되었다.

## 지리

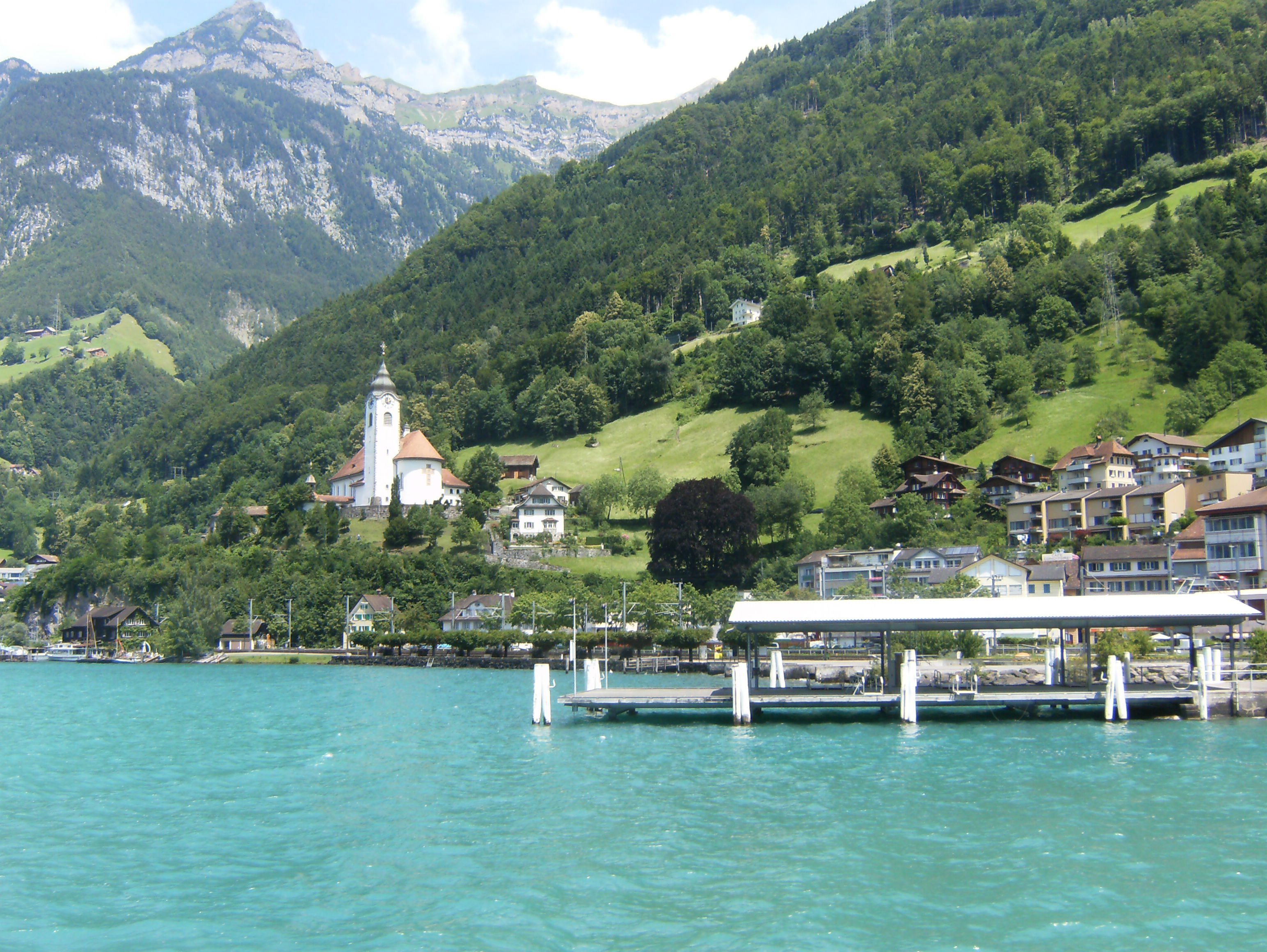
플뤼엘렌 마을과 선착장

2004년 9월 조사 기준, 플뤼엘렌의 면적은 12.38k㎡이다. 이 지역 중 약 23.9%가 농업용으로 사용되며 58.1%는 산림이다. 나머지 토지 중 6.4%는 정착지(건물 또는 도로)이고 11.6%는 불모지이다. 2004년 9월, 조사에서 총 45ha 또는 전체 면적의 약 3.6%가 건물로 덮여 있었는데, 이는 1981/85년 양보다 7ha 증가한 것이다. 같은 기간 동안 지자체의 레크리에이션 공간은 2ha 증가했으며, 현재 전체 면적의 약 0.56%이다. 농경지 중 90ha는 들판과 초원이고, 285ha는 고산 목초지로 구성되어 있다. 1981/85년 이래로 농경지는 16ha 감소했다. 같은 기간 동안 산림 면적은 7ha 증가했다.

지자체는 루체른 호수를 따라 위치해 있다. 그것은 고트하르트 고개와 호수를 따라 무역로에서 환적 지점으로 발전했다. 그것은 플뤼엘렌 마을, 외곽 마을 정착지, 계곡과 산비탈에 흩어져 있는 농가로 구성되어 있다.

## 인구통계
2020년 12월 기준, 플뤼엘렌의 인구는 2,025명이다. 2014년 기준으로 인구의 13.3%가 거주하는 외국인이다. 지난 4년(2010-2014) 동안 인구는 0.46%의 비율로 변경되었다. 2014년 지자체의 출생률은 7.1명이었고 사망률은 인구 1,000명당 10.1명이었다.
2014년 기준으로 아동·청소년(0~19세)이 21.7%, 성인(20~64세)이 59.2%, 노인(64세 이상)이 19.1%를 차지한다. 2015년에는 844명의 독신 거주자, 901명의 기혼 또는 동거인, 113명의 미망인, 114명의 이혼한 거주자가 있었다.
2014년에 플뤼엘렌에는 823개의 개인 가구가 있었고 평균 가구 규모는 2.35명이었다. 2000년 기준으로 지자체 369채의 주거동 중 단독주택이 약 37.1%, 다가구주택이 39.3%를 차지하고 있다. 또한 1919년 이전에 건설된 건물의 약 22.0%, 1991년에서 2000년 사이에 11.1%가 건설되었다. 2013년 인구 1,000명당 신규 주택 건설 비율은 2.52이다. 2015년 지자체 공실률은 2.45%였다.
2000년 기준, 인구 대부분인 93.6%는 독일어를 사용하며, 이탈리아어가 두 번째(2.0%)로 많이 사용되며, 알바니아어가 세 번째(1.6%)이다. 2007년 기준으로 인구의 성별 분포는 남성 50.3%, 여성 49.7%였다.

### 과거 인구
역사적 인구는 다음 표에 나와 있다.
| 년도 | 인구  |
| ---- | ----- |
| 1685 | 337   |
| 1743 | 372   |
| 1799 | 469   |
| 1850 | 600   |
| 1880 | 1,420 |
| 1900 | 941   |
| 1950 | 1,645 |
| 2000 | 1,787 |
| 2005 | 1,874 |
| 2007 | 1,897 |

## 경제
플뤼엘렌은 산업 3차 지자체 또는 농업과 제조업이 경제에서 작은 역할을 하는 지자체이다. 지자체는 알트도르프의 광역권의 일부이다.
2014년 기준으로 지자체에 고용된 사람은 총 841명이다. 이 중 1차 경제 부문의 14개 기업에서 총 59명이 근무했다. 2차 부문은 24개의 개별 사업에서 291명의 근로자를 고용했다. 총 168명의 직원이 있는 7개의 중소기업과 1개의 총 87명의 직원이 있는 중소기업이 있었다. 마지막으로, 3차 부문은 91개 기업에서 491개의 일자리를 제공했다. 총 233명의 직원이 있는 9개의 중소기업과 1개의 총 80명의 직원이 있는 중소기업이 있었다.
2014년에는 전체 인구의 2.5%가 사회 지원을 받았다.
2015년 국내 호텔은 총 12,467건의 숙박을 했으며, 그중 74.8%가 해외 방문객이었다.

## 정치
2015년 연방 선거에서 가장 인기 있는 정당은 49.4%의 득표율로 SVP였다. 다음으로 가장 인기 있는 3개 정당은 GPS (29.4%), CVP (15.8%) 및 위브리게(5.4%)였다. 연방 선거는 총 830표를 던졌고 투표율은 59.8%였다. 2011년과 비교하여 2015년 선거는 득표율에 큰 변화가 있었다. CVP가 받은 득표율은 2011년 0.0%에서 2015년 15.8%로 급격히 증가했다. 2011년 49.4%로 2015년 49.4%로 GPS가 받은 투표율은 2011년 0.0%에서 2015년 29.4%로 급격히 증가했다.
2007년 연방 선거에서 FDP는 87.7%의 득표율을 얻었다.

## 교육
플뤼엘렌에서는 인구의 약 65.8%(25-64세)가 비필수 고등교육 또는 추가 고등교육(대학 또는 응용학문대학)을 완료했다.

## 교통

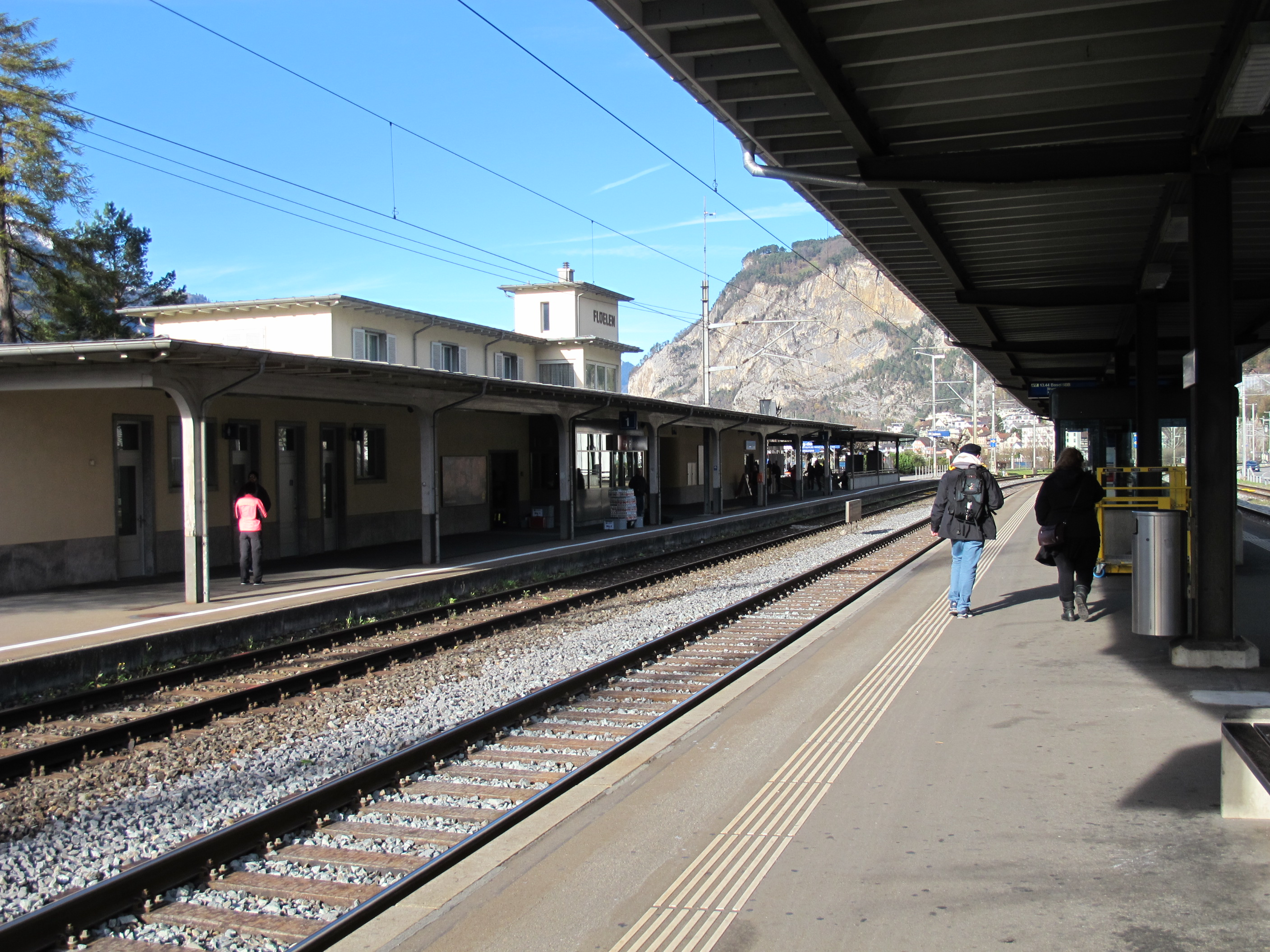
플뤼엘렌역

고트하르트 철도의 플뤼엘렌역에는 매시간 인터레기오 열차가 운행되며, 추크, 아트-골다우 및 에르스트펠트 사이를 매시간 운행 하는 슈타트반 추크의 S2선이 운행된다. 인접한 증기선 부두에는 루체른호 해운(Schifffahrtsgesellschaft des Vierwaldstättersees, SGV)에서 제공하는 루체른 왕복 증기선 서비스가 제공된다.